# Give 'Em the Boot II
Give 'Em the Boot II is het tweede album uit de Give 'Em the Boot-serie van het Amerikaanse punklabel Hellcat Records. Het album werd op 19 oktober 1999, twee jaar na de uitgave van het eerste album Give 'Em the Boot (1997), uitgegeven op cd.
Dit was het eerste album met het standaard hoesontwerp waarop een laars ("boot") te zien is. Elk album hierna (met uitzondering van Give 'Em the Boot DVD uit 2005) kent hetzelfde ontwerp met een andere achtergrondkleur.

## Nummers
Het nummer "If the Kids Are United", dat op dit album wordt vertolkt door Rancid, is een cover van Sham 69.
1. "Intro" - 0:08
2. "The Gang's All Here" (Dropkick Murphys) - 2:07
3. "Riding the Region" (Hepcat) - 2:47
4. "If the Kids Are United" (Rancid) - 2:41
5. "Nocturnal" (Tiger Army) - 2:02
6. "Can't Stand It" (The Pietasters) - 3:57
7. "Tell Me What You're Feeling" (Nocturnal) - 2:54
8. "Goin' Out" (U.S. Bombs) - 2:54
9. "Bad Gadjit" (The Gadjits) - 3:36
10. "L.A. Girl" (The Distillers) - 2:51
11. "X-Ray Style" (The Mescaleros) - 4:30
12. "Misty Days" (Buju Banton, Rancid) - 2:53
13. "The Fool" (Dave Hillyard and the Rocksteady Seven) - 3:04
14. "Bruk Out" (Buccaneer, Rancid) - 3:45
15. "Have the Time" (The Slackers) - 3:05
16. "Crack Rock Steady" (Choking Victim) - 3:03
17. "Forget Yourself" (F-Minus) - 1:47
18. "Crack City Rockers" (Leftöver Crack) - 2:33
19. "Fools Gold" (Mouthwash) - 3:20
20. "Rent for Sale" (INDK) - 1:51
21. "Flight of the Phoenicians" (Vanity Five) - 3:37
22. "Life Won't Wait" (Rancid) - 3:48